# 대한민국의 국가안보실 차장
국가안보실 차장(國家安保室 次長)은 실장을 보좌하는 직위로, 차관급 정무직공무원으로 보한다. 제1차장은 국가안전보장회의 사무처장을 겸임한다. 박근혜 정부 때는 대통령비서실 외교안보수석비서관이 제2차장을 겸임하였으나, 문재인 정부 출범 이후 대통령비서실 외교안보수석비서관은 폐지되고 국가안보실로 일원화되었다.

## 임명
- 국가안보실 차장은 대통령이 임명한다.

## 역할
- 국가안보실 차장은 실장을 보좌하여 소관사무를 처리하고 소속공무원을 지휘·감독하며, 실장이 사고로 직무를 수행할 수 없으면 제1차장, 제2차장,제3차장의 순으로 그 직무를 대행한다.

## 역대 차장

### 국가안보실 차장
| 정부        | 대수 | 이름           | 임기                            | 비고 |
| ----------- | ---- | -------------- | ------------------------------- | ---- |
| 박근혜 정부 | 초대 | 주철기(朱鐵基) | 2013년 3월 25일~2014년 1월 10일 |      |

### 국가안보실 제1차장
| 정부        | 대수 | 이름            | 임기                             | 비고 |
| ----------- | ---- | --------------- | -------------------------------- | ---- |
| 박근혜 정부 | 2대  | 김규현(金奎顯)  | 2014년 2월 5일~2015년 10월 19일  |      |
| 박근혜 정부 | 3대  | 조태용(趙太庸)  | 2015년 10월 20일~2017년 5월 23일 |      |
| 문재인 정부 | 4대  | 이상철(李尙澈)  | 2017년 5월 24일~2019년 2월 27일  |      |
| 문재인 정부 | 5대  | 김유근(金有根)  | 2019년 2월 28일~2020년 7월 23일  |      |
| 문재인 정부 | 6대  | 서주석(徐柱錫)  | 2020년 7월 24일~2022년 5월 9일   |      |
| 윤석열 정부 | 7대  | 김태효 (金泰孝) | 2022년 5월 10일~2025년 6월 3일   |      |
| 이재명 정부 | 8대  | 김현종          | 2025년 6월 15일 ~                |      |

### 국가안보실 제2차장
| 정부        | 대수     | 이름           | 임기                             | 비고 |
| ----------- | -------- | -------------- | -------------------------------- | ---- |
| 박근혜 정부 | 2대      | 주철기(朱鐵基) | 2014년 1월 10일~2015년 10월 19일 |      |
| 박근혜 정부 | 3대      | 김규현(金奎顯) | 2015년 10월 20일~2017년 5월 23일 |      |
| 문재인 정부 | 4대      | 김기정(金基正) | 2017년 5월 24일~2017년 6월 5일   |      |
| 문재인 정부 | 5대      | 남관표(南官杓) | 2017년 6월 20일~2019년 2월 27일  |      |
| 문재인 정부 | 6대      | 김현종(金鉉宗) | 2019년 2월 28일~2021년 1월 20일  |      |
| 문재인 정부 | 7대      | 김형진(金炯辰) | 2021년 1월 20일~2022년 5월 9일   |      |
| 윤석열 정부 | 8대      | 신인호(申仁虎) | 2022년 5월 10일~2022년 8월 7일   |      |
| 윤석열 정부 | 직무대리 | 임기훈         | 2022년 8월 8일~2022년 8월 20일   |      |
| 윤석열 정부 | 9대      | 임종득(林鍾得) | 2022년 8월 21일~2023년 9월 27일  |      |
| 윤석열 정부 | 10대     | 인성환(印成煥) | 2023년 9월 27일~2025년 6월 3일   |      |
| 이재명 정부 | 11대     | 임웅순(任雄淳) | 2025년 6월 15일 ~                |      |

### 국가안보실 제3차장
| 정부        | 대수 | 이름           | 임기                             | 비고 |
| ----------- | ---- | -------------- | -------------------------------- | ---- |
| 윤석열 정부 | 초대 | 왕윤종(王允鍾) | 2024년 1월 10일 ~ 2025년 6월 3일 |      |
| 이재명 정부 | 2대  | 오현주(吳玹周) | 2025년 6월 15일 ~                |      |

## 같이 보기
- 국가안보실
- 국가안보실장